# اویما
اویما (به صربی: Uljma) یک منطقهٔ مسکونی در صربستان است که در ناحیه بانات جنوبی واقع شده‌است. اویما ۳٬۰۸۹ نفر جمعیت دارد و ۸۹ متر بالاتر از سطح دریا واقع شده‌است.